# Nuova Cronica

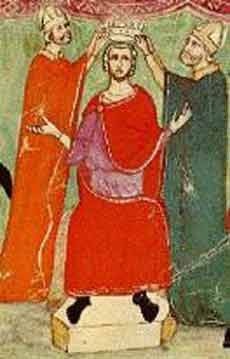
Koronacja Manfreda na manuskrypcie z Nuova Cronica. W XVI wieku, było wiele wersji tej książki między innymi iluminowane

Nuova Cronica (wł. Nowa Kronika) – XIV-wieczna kronika w formie annału opisująca dzieje Florencji autorstwa bankiera i polityka Giovanniego Villani (1280–1348). 
Idea pisania kronika zrodziła się u autora po obchodach jubileuszu 1300 lat chrześcijaństwa świętowanego w Rzymie. Zdał sobie wtedy sprawę, jak dokładnie są opisane niektóre wydarzenia z historii miasta, chciał więc stworzyć dzieło opisujące wydarzenia we Florencji. W swojej kronice Villani szczegółowo opisuje wiele planów budynków miejskich, statystyk demograficznych, zarządzeń, wzmianek o handlu, edukacji faktów z życia religijnego mieszkańców. Opisał także wiele kataklizmów, takich jak czasy głodu, powodzie, pożary i pandemię czarnej śmierci, która spowodowała jego śmierć w 1348. Praca nad kroniką po śmierci Villaniego była kontynuowana przez jego brata i siostrzeńca.

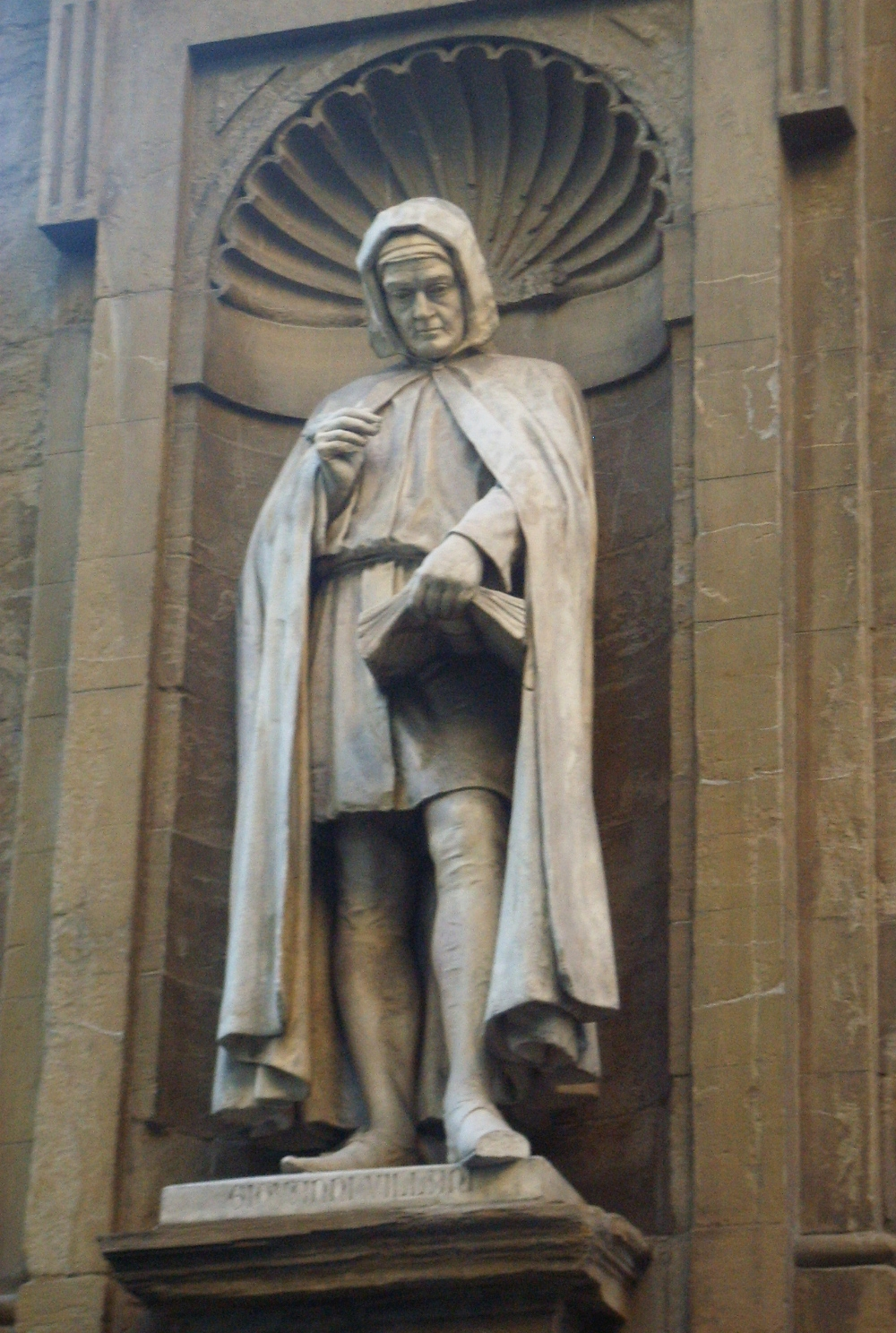
Posąg Giovanniego Villani w Loggia del Mercato Nuovo

Nowa Kronika jest podzielona na 12 ksiąg. Pierwsze sześć traktuje o przeważnie legendarnej historii Florencji, od czasów Biblijnych do 1264. Następne sześć ksiąg opowiada o latach od 1264–1346. Villani szkicuje wydarzenia w swoim dziele bez podziału na wątki, a jako wydarzenia z podziałem na rok, w którym wystąpiły w formie annału. Z tego powodu jego praca była poddawana krytycyzmowi za pobieżne opisywanie tematu, niewystarczające. Kronika subiektywnie opisuje wydarzenia o których usłyszał autor. Taki sposób pisania, w oparciu o przekazy ustne, spowodował występującą czasem w dziele nieprecyzyjność, wobec dużej części wydarzeń i biografii osób spoza Florencji nawet tych dobrze znanych. Jednak ku obronie rzetelności Nuova Cronica jako źródła historycznego skłaniają nas opisy takich wydarzeń jak bitwa pod Crécy z 1346 zgadzające się z obecnymi ustaleniami historyków. Historycy Bartlett i Green stwierdzają, że książka prezentuje odejście od wcześniejszego stylu pisania kronik w Oryginalnym podejściu do opisu wydarzeń i statystyk, jednak z ciągle średniowiecznymi elementami ukazującymi opatrzność jako czynnik sprawczy wydarzeń.